# بوبوشی
بوبوشی (به لاتین: Bubuashie) یک منطقهٔ مسکونی در غنا است که در استان آکرای بزرگ واقع شده‌است.